# Kerkhof van Onze-Lieve-Vrouw-Lombeek
Het Kerkhof van Onze-Lieve-Vrouw-Lombeek  is een gemeentelijke begraafplaats in het Belgische dorp Onze-Lieve-Vrouw-Lombeek, een deelgemeente Roosdaal. Het kerkhof ligt rond de Onze-Lieve-Vrouwekerk in het centrum van het dorp. De kerk en het kerkhof ligt iets hoger dan het straatniveau en is omgeven door een muur.
Bij de oostelijke gevel van de kerk staat een herdenkingskruis met de namen van de gesneuvelde dorpsgenoten en graven uit de Eerste Wereldoorlog.

## Britse graven
Tegen de oostgevel van de kerk liggen de graven van 2 Britse gesneuvelden uit de Tweede Wereldoorlog. Het zijn onderluitenant Denis Barrett en soldaat James Walsh, allebei behorende tot het Cheshire Regiment. Zij stierven respectievelijk op 11 en 12 mei 1940. Zij maakten deel uit van het British Expeditionary Force waarmee ze strijd leverden tegen het oprukkende Duitse leger.
Hun graven worden onderhouden door de Commonwealth War Graves Commission en zijn daar geregistreerd onder O.-L.-V.-Lombeek Churchyard.